# 威廉·汤普森 (赛艇运动员)
威廉·汤普森（英語：William Thompson，1908年7月19日—1956年2月8日），美国男子赛艇运动员。他曾代表美国参加1928年夏季奥林匹克运动会赛艇比赛，获得男子八人单桨有舵手金牌。